# Stephanocircus domrowi
Stephanocircus domrowi  (лат.) — вид блох из семейства Stephanocircidae.
Австралия: Виктория.
Паразитируют на млекопитающих из семейства Сумчатые летяги (Petauridae): беличий кускус (Gymnobelideus leadbeateri McCoy, 1867). Единственный вид рода, у которого метанотум короче мезонотума. Вид был описан в 1973 году американским энтомологом Робертом Траубом и шотландским зоологом Джорджем Даннетом (George  M.  Dunnet).